# Corrado Caracciolo
 Corrado Caracciolo, dit le cardinal de Mileto (né à Naples, capitale du royaume de Naples, et mort le 15 février 1411 à Bologne) est un cardinal italien. Il est un parent du cardinal Niccolò Caracciolo Moschino, O.P. (1378).

## Biographie
Corrado Caracciolo est prévôt de l'église de San Stefano à Aquilée. En 1395 il est nommé évêque de Nicosia. Il est vice-camerlingue et camerlingue de la Sainte Église de 1404 à 1406. Il est abbé commendataire de l'abbaye de Mosace et est nomme évêque de Mileto en 1402. 
Il est créé cardinal par le pape Innocent VII lors du consistoire de 12 juin 1405. Il joint l'obédience de Pise et est nommé légat a latere en Lombardie par l'antipape Alexandre V en 1409.
Le cardinal Caraccioli participe au conclave de 1406, lors duquel Grégoire XII est élu pape et à ceux de 1409 (élection de l'antipape Alexandre V) et de 1410 (élection de l'antipape Jean XXIII).